# Britha pactalis
Britha pactalis là một loài bướm đêm trong họ Erebidae.